# Agnes Sirkka Prammer

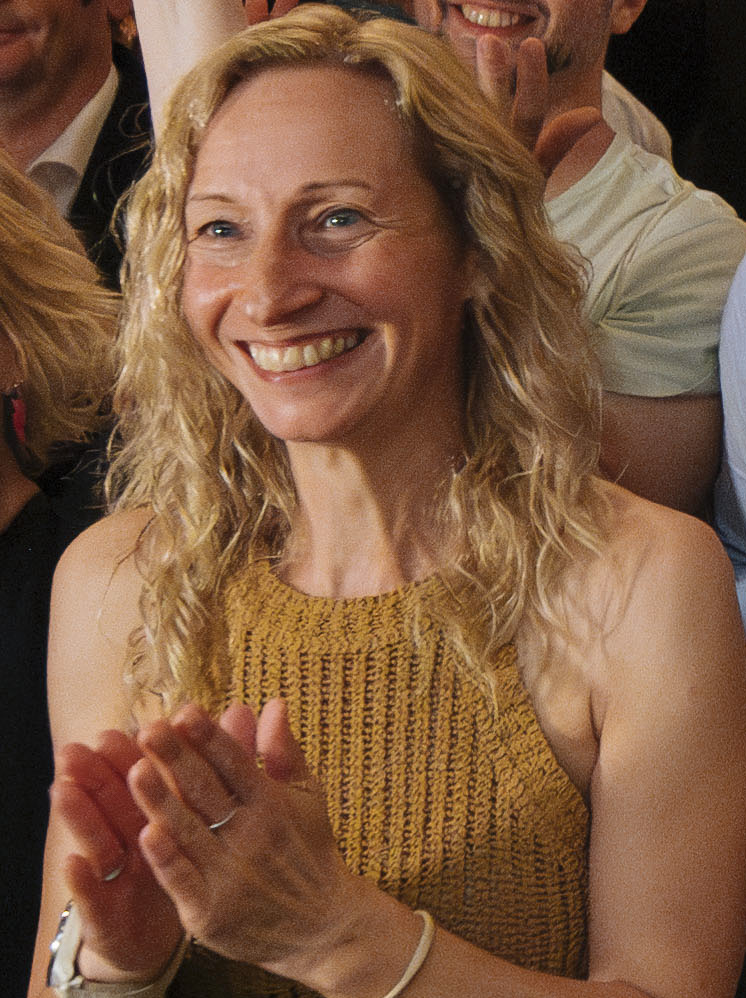
Agnes Sirkka Prammer 2024

Agnes Sirkka Prammer (* 17. November 1977 als Agnes Sirkka Oswald in Wien) ist eine österreichische Politikerin der Grünen. Seit dem 9. Jänner 2020 ist sie Abgeordnete zum Nationalrat.

## Leben
Prammer absolvierte an der Universität Linz von 1996 bis 2000 ihr Diplomstudium im Fach Rechtswissenschaften. Sie arbeitete zwischen 2006 und 2016 als Rechtsanwältin und wurde 2018 Vertragsbedienstete bei der Landesregierung in Oberösterreich.
Für die Grünen übernahm Prammer 2013 das Amt der stellvertretenden Ortssprecherin in Leonding. Zwei Jahre später wurde sie erstmals in den Gemeinderat der Leondinger Stadtgemeinde gewählt. Der oberösterreichische Landesverband der Grünen wählte Prammer 2019 in den Landesvorstand. Bei Landesrat Rudolf Anschober war Prammer politische Referentin.
Nach Bildung der Bundesregierung Kurz II rückte Prammer für die Bundesministerin Leonore Gewessler am 9. Jänner 2020 als Abgeordnete in den Nationalrat nach und wurde am folgenden Tag angelobt.
Ende Oktober 2023 wurde sie zur oberösterreichischen Spitzenkandidatin der Grünen für die Nationalratswahl 2024 gewählt. Im Dezember 2023 folgte ihr Steffi Thaler als Leondinger Stadträtin für Umwelt- und Klimaschutz nach.
Prammer ist ÖFB-Schiedsrichterin und FIFA-Schiedsrichterassistentin. Seit 2007 ist sie mit Thomas Prammer verheiratet.